# AWOP-BOP-ALOOBOP ALOP-BAM-BOOM
AWOP-BOP-ALOOBOP ALOP-BAM-BOOM è una serie a fumetti creata dall'artista Massimo Mattioli di genere Fantastico/Umoristico. Pubblicata in Italia dalla rivista Cyborg nel 1993 e sulla rivista Blue nel 1996 e in raccolte in volume in Francia nel 1999 da L'Association.

## Trama
AWOP-BOP-ALOOBOP ALOP-BAM-BOOM, il protagonista, è un gatto nero che dagli amici si fa chiamare semplicemente BAM-BOOM. Il suo nome per intero è l’urlo d’attacco elettrizzante della canzone “Tutti Frutti“, portata al successo negli anni '50 da Little Richard e Elvis Presley.
AWOP-BOP-ALOOBOP ALOP-BAM-BOOM racconta le avventure del gatto BAM-BOOM alle prese con il rapimento della sua ragazza WENDY ad opera degli extraterrestri Strox per testare se la carne terrestre soddisfa i loro animaletti domestici, i Wormy, e pianificare così la produzione intensiva di worm food.
BAM-BOOM segue una pista per rintracciare i rapitori, mentre altri extraterrestri, i Zomoi- Potoi, tutti di nome Tetsuo, arrivano sulla Terra con lo stesso scopo.

## I personaggi
Lo slapstick dal veloce montaggio di sequenze vede entrare in gioco molti personaggi:
- Joseph Kotten e Orson Wells, 2 agenti in borghese;
- una remota e gigantesca astronave organica piena di pustole e peli superflui;
- John Pappatacio e Lola Falena, 2 telereporter volanti; Michael e il suo gruppo di scarafaggi;
- gli Strox, dai nomi esotici come Mario, Giulio, Giorgio, Luigi, Pierpaolo;
- vari Zomoi-Potoi, tutti identici;
- la coppia di pitoni Ruth e Rufus;
- i Wormy
- una maionese impazzita...

## Finale della storia
Dopo che gli extraterrestri si eliminano a vicenda, dopo che BAM-BOOM libera WENDY e scappa con lei, dopo che i computer delle 2 navi liberano i voraci Wormy, che si riproducono velocemente divorando la gente, dopo che BAM-BOOM ha fatto l’amore con la sua gatta e ha scoperto il massacro dei terrestri ad opera dei pet alieni, dopo essere tornato con lei sul disco volante Strox e averlo fatto partire nello Spazio, resta padrona del campo l’orrenda astronave organica pustolosa dei Roz, pronti a sbarazzarsi dei Wormy e a mettere in moto l’allevamento intensivo dei terrestri per produrre tanto cibo in scatola.

## Pubblicazione
La storia è pubblicata sulla rivista Cyborg nel 1993 e nel 1996 sulla rivista Blue. Viene raccolta in volume in Francia nel 1999 da L'Association.
Periodicamente, in Francia, si mostra un forte interesse critico per il lavoro di Massimo Mattioli. D'altra parte, è lì e non in Italia che negli ultimi tempi sono stati pubblicati ben 4 volumi, da Awop-bop-aloobop Alop-bam-boom a M le Magicien e Squeak the Mouse